# Savdsajavri (sjö i Utsjoki, Lappland, Finland)
Savdsajavri eller Savdsajävri är en sjö i Finland. Den ligger i kommunen Utsjoki i landskapet Lappland, i den norra delen av landet, 1 000 km norr om huvudstaden Helsingfors. Savdsajavri ligger 306,1 meter över havet. Arean är 1,29 kvadratkilometer och strandlinjen är 7,8 kilometer lång. Sjön  ingår i Tana älvs huvudavrinningsområde.   Omgivningarna runt Savdsajavri är i huvudsak ett öppet busklandskap.